# 新田祐大
新田祐大（日语：／ Nitta Yūdai，1986年1月25日—）生于福岛县會津若松市，是一名日本男子自行车运动员，主攻场地自行车竞速类项目，所属队伍是日本竞轮选手会福岛支部。他在小学四年级时开始接触自行车。12岁时，在观看1998年长野冬奥后，他希望成为一名体育选手，参加奥运。后来在知道奥运设自行车项目后，便开始认真练习自行车。高中毕业后，他开始主攻竞轮项目。2019年，他在世界场地自行车锦标赛上获得男子竞轮赛银牌，这是他的首枚世锦赛奖牌。